# كارل بوتس
كارل بوتس (بالإنجليزية: Carl Potts)‏ هو كاتب أمريكي، ولد في 26 نوفمبر 1952 في أوكلاند في الولايات المتحدة.